# Sonia García Majarín
Sonia García Majarín (Madrid, 6 de diciembre de 2002) es una futbolista española. Juega como defensa en el Levante Badalona de la Primera División de España. Es campeona del mundo sub-20 con España.

## Trayectoria

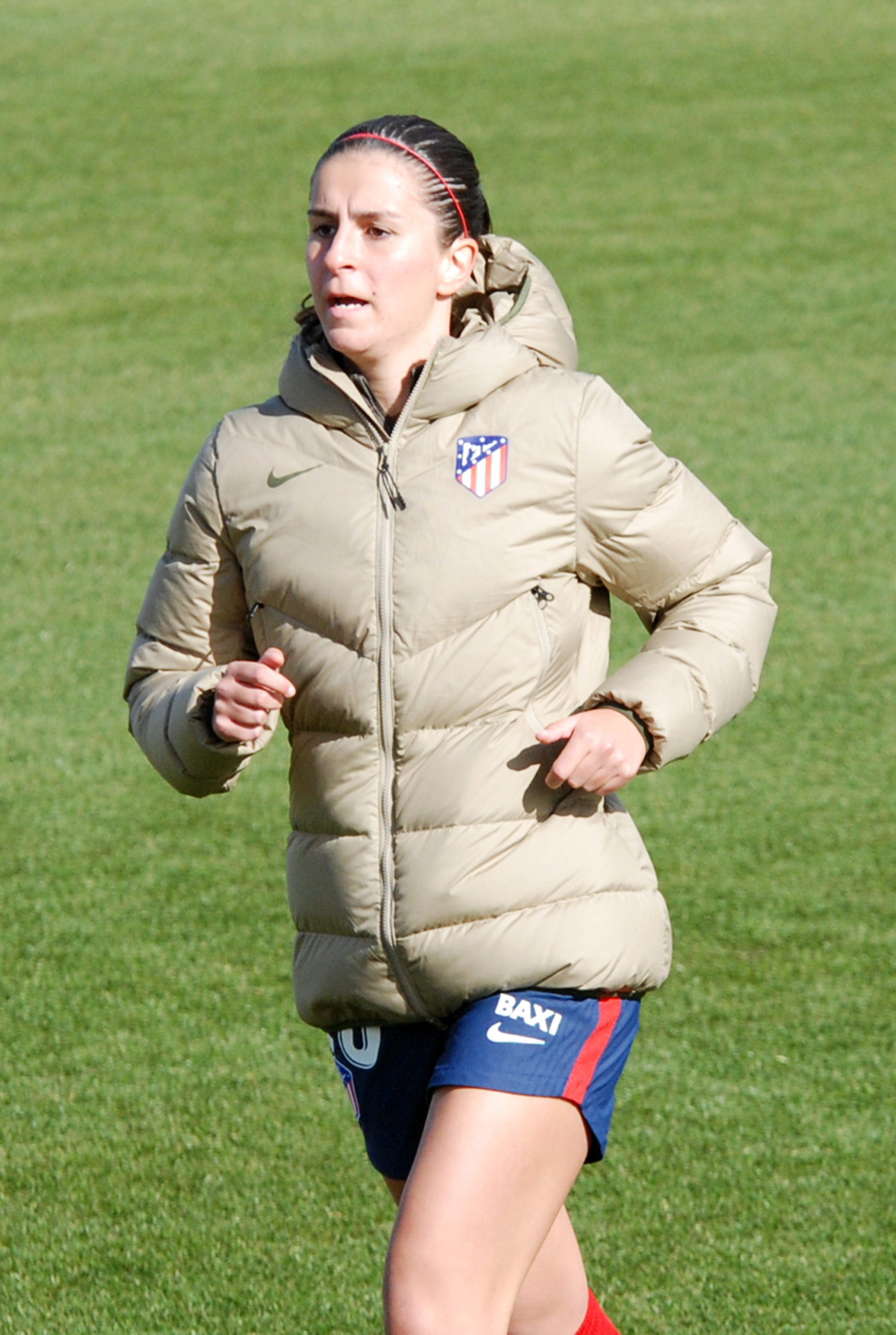
Sonia Majarín en 2021

Empezó a jugar en el C.I.P. Green Peace, pasando a las categorías inferiores del Atlético de Madrid en 2013. En el club rojiblanco pasó por alevines, sub-16,  y juveniles hasta pasar al Atlético de Madrid C en 2017 y el Atlético de Madrid B en 2018. En su paso por las categorías inferiores ha sido campeona de liga durante cinco temporadas consecutivas, y elegida como jugadora más regular del equipo en la temporada 2016-17.
En la temporada 2018-19 fue convocada con el primer equipo debido a la lesión de Dolores Silva. Ese mismo año logró el Campeonato de España con la Selección sub-17 de Madrid, y la Copa de Madrid con el Atlético de Madrid B.
En la temporada 2020-21 formó parte de la plantilla del primer equipo y fue convocada en múltiples ocasiones. Debutó el 10 de marzo de 2021 en la vuelta de los octavos de final en la Liga de Campeones ante el Chelsea sustituyendo a Kylie Strom.
En la temporada 2021-22 jugó cedida en el Deportivo Alavés Gloriosas. Debutó el 5 de septiembre como titular en la victoria por 2-1 sobre el Real Betis en el primer partido del club en la Primera División. En el equipo vitoriano fue pieza fija en la defensa como central por lado izquierdo y lograron la permanencia en Primera División. El diario Marca le dio el premio a jugadora revelación de la temporada.
En la temporada 2022-23 empezó siendo suplente. El equipo no fue regular durante la temporada y cambió de técnico, con el que Majarín se asentó como titular en como centrocampista defensiva. Acabaron en cuarta posición en liga. En la Copa de la Reina se clasificaron de forma sólida para la final, con un gran gol suyo en la semifinal. En la final se enfrentaron al Real Madrid en el Estadio de Butarque de Leganés y fue titular. El equipo ganó el trofeo en la tanda de penaltis tras remontar un 2-0 adverso en el tiempo de descuento.
En la temporada 2023-24 empezó de titular en el centro del campo pero según avanzó la temporada perdió presencia en el equipo. Lograron el objetivo de clasificarse para la Liga de Campeones tras ser terceras en liga.
La siguiente temporada volvió a salir cedida, esta vez al Levante Badalona. En el club catalán fue titular y formó pareja en el centro de la defensa junto a Berta Pujadas, disputando 27 partidos de liga y uno de copa y marcando dos goles. El equipo empezó en muy buena forma pero según avanzaba la competición fueron acumulando derrotas, pero con un gol suyo volvieron a ganar en la jornada 28, y acabaron salvando la categoría en la penúltima jornada de liga. Tras terminar la liga algunas jugadoras denunciaron el impago de sus nóminas por parte del club. El 20 de junio de 2025 rescindió su contrato con el Atlético de Madrid y regresó al Levante Badalona.

## Selección nacional
Debutó con la selección sub-16 el 14 de febrero de 2018 como suplente ante Escocia en el Torneo de Desarrollo de la UEFA. Dos días después fue titular ante Inglaterra y posteriormente dispuso de algunos minutos ante Dinamarca.
El 16 de enero de 2019 debutó con la selección sub-17 en un amistoso ante Eslovaquia. El 8 de mayo de 2019 jugó en la fase final del Campeonato Europeo ante las anfitrionas, Bulgaria. En el campeonato España cayó en semifinales ante los Países Bajos.
El 3 de septiembre de 2019 debutó con la selección sub-19 en un amistoso contra Italia. En octubre del mismo año jugó los tres partidos de la primera ronda de clasificación para el Campeonato Europeo de 2020, ante Kazajistán, Grecia, e Islandia, logrando el pase a la Ronda Élite, quese suspendió por la pandemia de COVID-19.
El 16 de septiembre de 2021 debutó con la selección sub-20 en un amistoso en Costa Rica. El 17 de febrero de 2022 debutó en la categoría sub-23 en un amistoso ante Bélgica.
En agosto de 2020 ganó el Mundial sub-20 que se disputó en Costa Rica, siendo titular en un partido de la fase de grupos, en la que marcó un gol y suplente en otros dos, incluida la final. El 13 de julio de 2022 fue incluida en la convocatoria de España. No jugó el primer partido, en el que empataron sin goles ante Brasil. Fue titular en el segundo encuentro en el que ganaron por 5-0 ante las anfitrionas, la selección de Costa Rica y abrió el marcador rematando de cabeza un saque de esquina. No jugó el tercer partido de la fase de grupos en la que ganaron por 3-0 a Australia, y se clasificaron a los cuartos de final como primeras de grupo por diferencia de goles sobre Brasil. En dicha ronda ganaron por 1-0 a México, encuentro en el que entró al terreno de juego en el minuto 88. No dispuso de minutos en la victoria por 2-1 en la semifinal ante Países Bajos. Jugó 15 minutos en la final, en la que ganaron por 3-1 a la Japón.

## Estadísticas

### Clubes
Actualizado al último partido jugado el 18 de mayo de 2025.
| Club | Div.                   | Temporada     | Liga  | Liga  | Liga   | Copas nacionales(1) | Copas nacionales(1) | Copas nacionales(1) | Copas internacionales(2) | Copas internacionales(2) | Copas internacionales(2) | Total | Total | Total  | Media goleadora(3) |
| Club | Div.                   | Temporada     | Part. | Goles | Asist. | Part.               | Goles               | Asist.              | Part.                    | Goles                    | Asist.                   | Part. | Goles | Asist. | Media goleadora(3) |
| --- | ---------------------- | ------------- | ----- | ----- | ------ | ------------------- | ------------------- | ------------------- | ------------------------ | ------------------------ | ------------------------ | ----- | ----- | ------ | ------------------ |
| Atlético de Madrid B · España |                        |               |       |       |        |                     |                     |                     |                          |                          |                          |       |       |        |                    |
| 2.ª | 2019-20                | 22            | 1     | 1     | -      | -                   | -                   | -                   | -                        | -                        | 22                       | 1     | 1     | 0.05   |                    |
| 2.ª | 2020-21                | 9             | 0     | 2     | -      | -                   | -                   | -                   | -                        | -                        | 9                        | 0     | 2     | 0      |                    |
| Total At. Madrid B | Total At. Madrid B     | 31            | 1     | 3     |        |                     |                     |                     |                          |                          | 31                       | 1     | 3     | 0.03   |                    |
| Atlético de Madrid · España | 1.ª                    | 2020-21       |       |       |        | -                   | -                   | -                   | 1                        | 0                        | 0                        | 1     | 0     | 0      | 0                  |
| Deportivo Alavés Gloriosas · España |                        |               |       |       |        |                     |                     |                     |                          |                          |                          |       |       |        |                    |
| 1.ª | 2021-22                | 26            | 0     | 0     | 1      | 0                   | 0                   | -                   | -                        | -                        | 27                       | 0     | 0     | 0      |                    |
| Total Alavés | Total Alavés           | 26            | 0     | 0     | 1      | 0                   | 0                   |                     |                          |                          | 27                       | 0     | 0     | 0      |                    |
| Atlético de Madrid · España |                        |               |       |       |        |                     |                     |                     |                          |                          |                          |       |       |        |                    |
| 1.ª | 2022-23                | 15            | 0     | 0     | 4      | 1                   | 0                   | -                   | -                        | -                        | 19                       | 1     | 0     | 0.05   |                    |
| 1.ª | 2023-24                | 14            | 0     | 0     | 2      | 0                   | 0                   |                     |                          |                          | 16                       | 0     | 0     | -      |                    |
| Total At. Madrid | Total At. Madrid       | 29            | 0     | 0     | 6      | 1                   | 0                   | 1                   | 0                        | 0                        | 36                       | 1     | 0     | 0.03   |                    |
| Levante Badalona · España |                        |               |       |       |        |                     |                     |                     |                          |                          |                          |       |       |        |                    |
| 1.ª | 2024-25                | 27            | 2     | 0     | 1      | 0                   | 0                   | -                   | -                        | -                        | 28                       | 2     | 0     | 0.07   |                    |
| Total Levante Badalona | Total Levante Badalona | 27            | 2     | 0     | 1      | 0                   | 0                   |                     |                          |                          | 28                       | 2     | 0     | 0.07   |                    |
| Total carrera | Total carrera          | Total carrera | 113   | 3     | 3      | 8                   | 1                   | 0                   | 1                        | 0                        | 0                        | 122   | 4     | 3      | 0.03               |
| (1) Incluye datos de Copa de la Reina y la Supercopa. (2) Incluye datos de Liga de Campeones Femenina de la UEFA (2020-act.)]. (3) No incluye goles en partidos amistosos. |                        |               |       |       |        |                     |                     |                     |                          |                          |                          |       |       |        |                    |

### Selección
Actualizado al último partido jugado el 24 de octubre de 2024.
| Selecciones | Año           | Continental(4) | Continental(4) | Continental(4) | Mundial | Mundial | Mundial | Amistosos (5) | Amistosos (5) | Amistosos (5) | Total | Total | Total  | Media goleadora |  |
| Selecciones | Año           | Part.          | Goles          | Asist.         | Part.   | Goles   | Asist.  | Part.         | Goles         | Asist.        | Part. | Goles | Asist. | Media goleadora |  |
| --- | ------------- | -------------- | -------------- | -------------- | ------- | ------- | ------- | ------------- | ------------- | ------------- | ----- | ----- | ------ | --------------- |  |
| Sub-16 | 2018          |                |                |                |         |         |         | 3             | 0             | 0             | 3     | 0     | 0      | -               |  |
| Sub-16 | Total         |                |                |                |         |         |         | 3             | 0             | 0             | 3     | 0     | 0      | -               |  |
| Sub-17 | 2019          | 1              | 0              | 0              |         |         |         | 1             | 0             | 0             | 2     | 0     | 0      | -               |  |
| Sub-17 | Total         | 1              | 0              | 0              |         |         |         | 1             | 0             | 0             | 2     | 0     | 0      | -               |  |
| Sub-19 | 2019          | 3              | 0              | 0              |         |         |         | 1             | 0             | 0             | 4     | 0     | 0      | -               |  |
| Sub-19 | Total         | 3              | 0              | 0              |         |         |         | 1             | 0             | 0             | 4     | 0     | 0      | -               |  |
| Sub-20 | 2021          |                |                |                |         |         |         | 4             | 0             | 0             | 4     | 0     | 0      | -               |  |
| Sub-20 | 2022          |                |                |                | 3       | 1       | 0       | 3             | 0             | 0             | 6     | 1     | 0      | 0.17            |  |
| Sub-20 | Total         |                |                |                | 3       | 1       | 0       | 7             | 0             | 0             | 10    | 1     | 0      | 0.10            |  |
| Sub-23 | 2022          |                |                |                |         |         |         | 4             | 0             | 0             | 4     | 0     | 0      | -               |  |
| Sub-23 | 2023          |                |                |                |         |         |         | 4             | 0             | 0             | 4     | 0     | 0      | -               |  |
| Sub-23 | 2024          |                |                |                |         |         |         | 1             | 0             | 0             | 1     | 0     | 0      | -               |  |
| Sub-23 | Total         |                |                |                |         |         |         | 9             | 0             | 0             | 9     | 0     | 0      | -               |  |
| Total carrera | Total carrera | 4              | 0              | 0              | 3       | 1       | 0       | 21            | 0             | 0             | 28    | 1     | 0      | 0.04            |  |
| |               |                |                |                |         |         |         |               |               |               |       |       |        |                 |  |
| (4) Se incluyen Campeonatos Europeos y sus fases de Clasificación. (5) Sólo se incluyen partidos contra selecciones nacionales. |               |                |                |                |         |         |         |               |               |               |       |       |        |                 |  |

#### Participaciones en Mundiales
| Competición     | Categoría | Sede       | Resultado | Partidos | Goles |
| --------------- | --------- | ---------- | --------- | -------- | ----- |
| Mundial de 2022 | Sub-20    | Costa Rica | Campeona  | 3        | 1     |
| Total           | –         | –          | –         | 3        | 1     |

## Palmarés

### Campeonatos internacionales
| Título         | Equipo              | Sede       | Año  |
| -------------- | ------------------- | ---------- | ---- |
| Mundial Sub-20 | Selección de España | Costa Rica | 2022 |

### Campeonatos nacionales
| Título                      | Club                | País   | Año     |
| --------------------------- | ------------------- | ------ | ------- |
| Campeonato de España sub-17 | Selección madrileña | España | 2019    |
| Supercopa de España         | Atlético de Madrid  | España | 2021    |
| Copa de la Reina            | Atlético de Madrid  | España | 2022-23 |

### Distinciones individuales
| Distinción                                          | Año     |
| --------------------------------------------------- | ------- |
| Jugadora más regular del Atlético de Madrid Juvenil | 2016-17 |
| Jugadora revelación de la temporada                 | 2022    |